# Thrypticomyia gizoensis
Thrypticomyia gizoensis is een tweevleugelige uit de familie steltmuggen (Limoniidae). De soort komt voor in het Australaziatisch gebied.